# 大潟村
大潟村（おおがたむら）は、秋田県北西部の男鹿半島の付け根に位置する村。南秋田郡に属する。
村の全域は、かつて日本で2番目の面積を誇る湖沼でもあった八郎潟を、稲作のため干拓して造った土地で、干拓地として日本最大である。稲作農地は約1万ヘクタール、水稲生産量は2023年で約5万6000トンと秋田全県の1割程度を占めるコメどころである。

## 概要
地方自治体としては1964年（昭和39年）10月1日に発足した新しい村で、既存自治体の合併や分割などを伴わない新設自治体としては日本最後である。大潟村は秋田県で69番目の自治体として成立したが、村の発足時は6世帯わずか14人の人口であった。
男鹿市と若美町の合併協議会に参加したこともあったが、単独立村を選択した。

## 地理

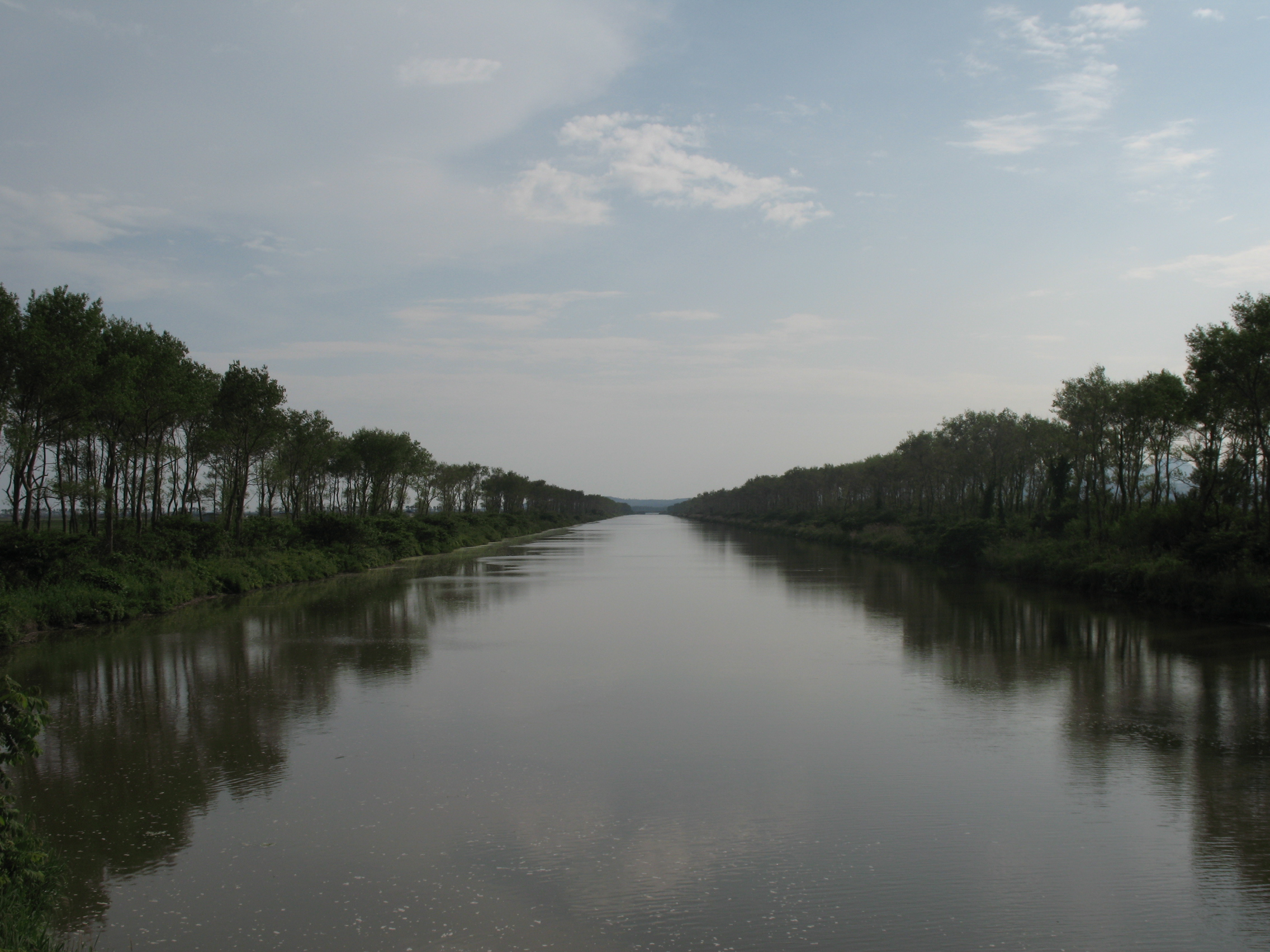
中央幹線排水路

大潟村の行政区域面積は中央干拓地に加え、八郎潟調整池、東部承水路、西部承水路を含み（後述）、170.05 km2である。
村域の中央部に北緯40度と東経140度の交点があり、日本の領土である陸地において10の倍数の緯線と経線の交点はここだけである。現在この交点には経緯度交会点標示塔が建つ。【北緯40度00分00.00秒 東経140度00分00.00秒 / 北緯40.0000000度 東経140.0000000度】
もともと、湖沼（八郎潟）であった大潟村の陸地に川は1本も無く、自然に形成された山も存在しない。
ほぼ楕円形を成す大潟村の外周は整備された八郎潟の残存水域で形成されており、この水域が周辺市町村との境界になっている。大潟村と周辺市町村とは、北側の浜口機場と南西側の南部機場付近の2箇所で埋め立てられて接しており、このほか5箇所の橋が承水路に架けられている。村の南には今でも「八郎潟」の名で呼ばれることがある「八郎潟調整池（別名：八郎湖、八郎湖調整池）」が広がっており、その東側には東部承水路がある。東部承水路は、村の周辺部を形作りながら北へ伸張し、北側で浜口機場を介して西部承水路と水を交換している。西部承水路は北から南西へと伸びて、南西部で南部機場を介して八郎潟調整池と水を交換している。かつての八郎潟は、南の調整池と村周辺を巡る二か所の承水路の水域という形で残存している。
これとは別に、村の内側は灌漑用水路と排水路が整備されている。自然に形成された山が無い大潟村では、1990年代に村のシンボルとして築山が造成された。大潟富士がその築山である。比高は3.776 mであるが海抜ゼロメートル地帯にあるため、標高0 mである。
大潟村は、村域の大部分が農地であるが生活の中心地は村域の西中央部にある一区画で、「総合中心地」と呼ばれている。村役場が所在する大潟村字中央を中核とするが、他の主要施設も「総合中心地」内に集中している。

### 位置
| 地点 | 座標                                                                          | 備考                     |
| ---- | ----------------------------------------------------------------------------- | ------------------------ |
| 東端 | 【北緯40度02分24.8秒 東経140度04分16.4秒 / 北緯40.040222度 東経140.071222度】 | 新生大橋北の東部承水路内 |
| 北端 | 【北緯40度05分39.0秒 東経139度59分15.8秒 / 北緯40.094167度 東経139.987722度】 | 西部承水路内             |
| 西端 | 【北緯39度57分30.6秒 東経139度55分20.8秒 / 北緯39.958500度 東経139.922444度】 | 西部承水路内             |
| 南端 | 【北緯39度55分11.2秒 東経140度00分56.8秒 / 北緯39.919778度 東経140.015778度】 | 八郎潟調整池内           |

### 主要な地形
- 山：自然に形成された山は無い。
- 河川：自然に形成された川は無い。
- 湖沼：八郎潟（八郎潟調整池、東部承水路[注 1]、西部承水路）

### 隣接している自治体
- 山本郡
  - 三種町：北西から東にかけて幅広く隣接する。
- 同郡内（南秋田郡内）
  - 八郎潟町：南東で隣接する。
  - 五城目町：南部に位置する八郎潟を間に挟んで、五城目町の飛地と大潟村の南東部が隣接する。
  - 井川町：南部に位置する八郎潟を間に挟んで、南東で隣接する。
- 潟上市：八郎潟を間に挟んで、南で隣接する。
- 男鹿市：南西から北西にかけて幅広く隣接する。

### 大潟村内の地域
- cf. ≪外部リンク≫ “南秋田郡大潟村”. （公式ウェブサイト）.  日本郵便. 2011年10月24日閲覧。
- cf. ≪外部リンク≫ “大潟村（南秋田郡）（秋田県）の住所・地名の読み仮名”.   市町村.com. 2011年10月24日閲覧。

## 気候
アメダス大潟（大潟村大潟（標高-3m））観測。1991年（平成3年）から2020年（令和2年）までの平均値。
極値
| 要素     | 観測値 | 観測年月日                |
| -------- | ------ | ------------------------- |
| 最高気温 | 38.1℃  | 1978年（昭和53年）8月3日  |
| 最低気温 | -19.3℃ | 1988年（昭和63年）2月22日 |

| 大潟（標高-3m）の気候                          | 大潟（標高-3m）の気候 | 大潟（標高-3m）の気候 | 大潟（標高-3m）の気候 | 大潟（標高-3m）の気候 | 大潟（標高-3m）の気候 | 大潟（標高-3m）の気候 | 大潟（標高-3m）の気候 | 大潟（標高-3m）の気候 | 大潟（標高-3m）の気候 | 大潟（標高-3m）の気候 | 大潟（標高-3m）の気候 | 大潟（標高-3m）の気候 | 大潟（標高-3m）の気候 |
| 月                                             | 1月                   | 2月                   | 3月                   | 4月                   | 5月                   | 6月                   | 7月                   | 8月                   | 9月                   | 10月                  | 11月                  | 12月                  | 年                    |
| ---------------------------------------------- | --------------------- | --------------------- | --------------------- | --------------------- | --------------------- | --------------------- | --------------------- | --------------------- | --------------------- | --------------------- | --------------------- | --------------------- | --------------------- |
| 最高気温記録 °C （°F）                         | 12.1 (53.8)           | 19.5 (67.1)           | 23.4 (74.1)           | 27.1 (80.8)           | 31.2 (88.2)           | 32.3 (90.1)           | 35.6 (96.1)           | 38.1 (100.6)          | 35.9 (96.6)           | 29.4 (84.9)           | 24.4 (75.9)           | 17.1 (62.8)           | 38.1 (100.6)          |
| 平均最高気温 °C （°F）                         | 3.0 (37.4)            | 3.6 (38.5)            | 7.4 (45.3)            | 13.4 (56.1)           | 18.8 (65.8)           | 22.8 (73)             | 26.4 (79.5)           | 28.5 (83.3)           | 24.8 (76.6)           | 18.6 (65.5)           | 12.1 (53.8)           | 5.9 (42.6)            | 15.4 (59.7)           |
| 日平均気温 °C （°F）                           | 0.2 (32.4)            | 0.5 (32.9)            | 3.5 (38.3)            | 8.7 (47.7)            | 14.3 (57.7)           | 18.7 (65.7)           | 22.6 (72.7)           | 24.0 (75.2)           | 19.9 (67.8)           | 13.7 (56.7)           | 7.9 (46.2)            | 2.6 (36.7)            | 11.4 (52.5)           |
| 平均最低気温 °C （°F）                         | −3.1 (26.4)           | −3.1 (26.4)           | −0.9 (30.4)           | 3.3 (37.9)            | 9.6 (49.3)            | 14.6 (58.3)           | 19.1 (66.4)           | 19.9 (67.8)           | 15.2 (59.4)           | 8.5 (47.3)            | 3.3 (37.9)            | −0.8 (30.6)           | 7.1 (44.8)            |
| 最低気温記録 °C （°F）                         | −17.3 (0.9)           | −19.3 (−2.7)          | −12.7 (9.1)           | −6.5 (20.3)           | −0.1 (31.8)           | 6.2 (43.2)            | 10.7 (51.3)           | 9.8 (49.6)            | 3.4 (38.1)            | −1.4 (29.5)           | −10.8 (12.6)          | −14.4 (6.1)           | −19.3 (−2.7)          |
| 降水量 mm （inch）                             | 101.3 (3.988)         | 81.1 (3.193)          | 82.3 (3.24)           | 82.8 (3.26)           | 91.3 (3.594)          | 95.6 (3.764)          | 153.5 (6.043)         | 145.9 (5.744)         | 154.1 (6.067)         | 155.1 (6.106)         | 164.6 (6.48)          | 139.0 (5.472)         | 1,430.6 (56.323)      |
| 平均降水日数 （≥1.0 mm）                       | 18.7                  | 15.9                  | 14.4                  | 10.9                  | 10.6                  | 9.5                   | 11.1                  | 10.1                  | 11.8                  | 14.4                  | 17.9                  | 20.9                  | 166.1                 |
| 平均月間日照時間                               | 33.3                  | 56.3                  | 128.2                 | 179.5                 | 190.7                 | 178.9                 | 156.1                 | 190.6                 | 169.7                 | 145.5                 | 85.2                  | 41.6                  | 1,554.3               |
| 出典1：平年値（年・月ごとの値）                |                       |                       |                       |                       |                       |                       |                       |                       |                       |                       |                       |                       |                       |
| 出典2：観測史上1～10位の値（年間を通じての値） |                       |                       |                       |                       |                       |                       |                       |                       |                       |                       |                       |                       |                       |

## 歴史

### 村名の由来
平安時代の頃「大方（おおがた）」と呼ばれていた八郎潟は、のちには「大潟」と記すように変わったと伝えられている。村名はこれに基づき、公募によって全国から寄せられた候補の中から、1964年（昭和39年）7月22日に選定された。

### モデル農村
新しい型式の農村を開発して、大規模農業を本格的に行うモデル農村となった。農家一戸あたりの水田は10haである。大型機械を導入して住宅を1か所にまとめ、農場には自動車で出かける生活をパターンとする近代的な大規模農業経営が進められた。

### 減反政策
1970年（昭和45年）からの減反政策により国は米作りから畑作への転換を推奨した。国は大潟村にも米作りから畑作への転換を迫ったが干拓後間もなく水はけが悪く、畑作に向かない土地だった。米作りのエリートの誇りがあった「ヤミ米派」と、国の方針に従う「順守派」に分かれて対立したが、1995年（平成7年）の食糧管理法の廃止で自由に米がつくれるようになった。全財産を処分することを条件に入植した農民の中には、経済苦から自殺者も多数出現した。離農も相次ぎ、また残留して非正規流通米を生産し続ける農家もある。2009年（平成21年）の民主党への政権交代後は米粉のかたちでの生産を許容してはいるが、日本の減反政策の犠牲になったモデル地区であり続けている。

### 年表
- 1957年（昭和32年）4月：八郎潟で干拓事業が始まる[7]。
- 1964年（昭和39年）
  - 7月22日：全国公募を基に村名を「大潟村」に決定する[12][1]。
  - 10月1日：南秋田郡[15]大潟村が発足[5][3]。秋田県内で69番目の地方自治体として、開村時の人口は6世帯わずか14人であった[12][16]。
- 1965年（昭和40年）8月：八郎潟新農村建設事業団が設立される[12][7]（ - 1978年）。
- 1966年（昭和41年）9月：県農協連大潟村総合事務所（大潟村農業協同組合の前身）が発足して、入植訓練所で業務を開始[7]。
- 1967年（昭和42年）
  - 11月：第1次入植者56名（応募者615人）が入村[12][7]。
  - 12月：大潟村役場庁舎が完成[12]。
- 1968年（昭和43年）
  - 3月：五城目警察署大潟村警察官連絡所が大潟村役場内に設けられ、警察官1名が配置[12]。
  - 4月：村の保育所が開所[12]。
  - 6月：大潟村消防団が団員15名で発足。
  - 11月1日：大潟村立大潟中学校および大潟村立大潟小学校が開校する[12][17]。
  - 12月：大潟村立大潟小学校の校舎が完成[12]。
  - 第2次入植者86名（応募者281人）が入村[7]。
- 1969年（昭和44年）
  - 1月29日：大潟村立大潟中学校、大潟村立大潟小学校、大潟幼稚園が合同で開校式を挙行（ただし、中学校校舎と幼稚園園舎はまだ無く、小学校校舎が共同利用された）[12][17]。
  - 7月1日：公募作品を基に村章を選定[1][18][19]。
  - 博覧会の開催に先立ち、大潟村公民館と展望塔が完成[12]。
  - 8月2日- 9月25日 ：秋田農業大博覧会が開催[12]。
  - 10月：八郎潟中央干拓地水管理区が設立[7]。
  - 第3次入植者175名（応募者309人）が入村[7]。
- 1970年（昭和45年）
  - 大潟村立大潟中学校校舎の建設が始まり、同年中に完成[12]。
  - 9月：大潟村農業協同組合が設立[7]。
  - 新規開田抑制施策・米生産調整（減反政策）が始まり、第4次入植の入植者募集を中断[7]。これ以降、大潟村民は多大な影響を受ける（→#減反政策）。
  - 第4次入植者143名（応募者389人）が入村[7]。
- 1971年（昭和46年）4月：湖東病院［1974年に湖東総合病院に改称され、2015年に現在の湖東厚生病院として隣接地に新規開院］[20]）の委託診療所として、大潟村診療所が開所。
- 1972年（昭和47年）：大潟幼稚園園舎が完成して、小学校校舎および中学校校舎の中学校・小学校・幼稚園による共同利用が終わる[12]。
- 1973年（昭和48年）
  - 6月1日：男鹿市・南秋田郡天王町・若美町・大潟村の1市2町1村による男鹿地区消防一部事務組合が設立。
  - 8月：五城目警察署大潟村警察官連絡所が「大潟村警察官派出所」に改称。
  - 8月：大潟土地改良区が設立[7]。
- 1974年（昭和49年）
  - 大潟村診療所が医師常駐となる。
  - 第5次入植者120名（応募者870人）が入村[7]。
- 1975年（昭和50年）12月：大潟村の議場が完成[12]。
- 1976年（昭和51年）10月：大潟村の農業委員会が発足[7]。
- 1977年（昭和52年）3月：20年に及ぶ歳月と総事業費約852億円を掛けた八郎潟の干拓事業が完了[16][7]。

- 1978年（昭和53年）
  - 秋田県の単独事業である玉川ダム建設に伴う最終入植者9名が入村し、最終的に入植者は全国38の都道県から集まった589名となった[7]。最多は秋田県からの323名、次いで北海道からの83名であった[7]。
  - 八郎潟新農村建設事業団が解散（1965年 - ）。
- 1979年（昭和54年）9月5日：男鹿地区消防一部事務組合大潟分署（男鹿地区消防署大潟分署）が開設。
- 1983年（昭和58年）5月26日：日本海中部地震が発生して、秋田県を含む東北地方で多大な被害が出るなか、大潟村でも干拓堤防の決壊や道路の寸断など大きな被害が出る。のち、この日が「県民防災の日」となった[21]。
- 1985年（昭和60年）：不正規流通米が社会問題化し、検問が実施される[7]。
- 1992年（平成4年）：秋田県測量設計業協会が創立20周年を迎えるにあたって大潟村に企画を持ちかけ、共同で大潟富士の造成に着手する（ - 1995年完成）。
- 1993年（平成5年）：大潟村内の一般公道を使って、次世代電池自動車レース「ワールド・ソーラーカー・ラリー」の第1回大会が開催。
- 1994年（平成6年）
  - 次世代電池自動車専用道路「ソーラースポーツライン」が開通。
  - 開通したソーラースポーツラインを使って「ワールド・ソーラーカー・ラリー」第2回大会が開催（ - 2011年時点で継続中）。
- 1995年（平成7年）
  - 6月3日（測量の日）：大潟富士の竣工式（1992年着工 - ）。
  - ソーラースポーツラインで次世代電池自動車レース「ワールド・エコノ・ムーブ」第1回大会が開催（ - 2011年時点で継続中）。
  - ソーラースポーツラインで自転車競技の全日本選手権個人タイムトライアル・ロードレース第1回大会が開催（ - 2011年時点で継続中）。
- 1996年（平成8年）
  - 4月26日：大潟村字北で、自治体・第三セクター経営の「ホテル サンルーラル大潟」が開業[22]。cf. [23]
  - 国営男鹿東部農地防災事業（防潮水門、南部・北部排水機場などの改修工事）に着手。
- 2000年（平成12年）：大潟村干拓博物館が開館[24]。
- 2006年（平成18年）
  - 4月18日- 20日：環境問題を抱えながらセマングム干拓事業を推し進める韓国農村公社のプロジェクトチームが韓国放送公社 (KBS) と共に大潟村を訪問し、八郎潟干拓事業による環境観察などについて視察と取材を行う[25]。
  - 4月29日- 5月7日：第1回「桜と菜の花まつり」開催（「菜の花イベント」を改称）[26]。
- 2007年（平成19年）
  - 大潟村内を貫流する中央幹線排水路が第62回国民体育大会（秋田わか杉国体）のボート競技コースになる。
  - 11月8日：総事業費304億円を掛けた国営男鹿東部農地防災事業の完工式。
- 2008年（平成20年）
  - 1月11日：八郎潟が日本で11番目の湖沼水質保全特別措置法指定湖沼となる。
  - 6月1日：秋田県道42号男鹿八竜線上で「道の駅おおがた」が開業。
  - 10月1日：村内を走っていた秋田中央交通の路線バスが廃止。以後は廃止代替バス「大潟村マイタウンバス」が運行[27]。
- 2010年（平成22年）：大潟村と男鹿市が「男鹿半島・大潟ジオパーク」の登録を目指して「男鹿半島・大潟ジオパーク推進協議会」を立ち上げ、ユネスコへの登録申請に向けて準備を開始[28]。
- 2017年（平成29年）
  - 12月：村内初のコンビニエンスストア、セブン-イレブン秋田大潟店が開店。長らくコンビニ空白地帯であった状態が解消された。
- 2023年（令和5年）12月11日：入植予定者のモデルハウスだった、旧大潟村入植予定者観覧用農家住宅が登録有形文化財に登録[29][30]

## 人口
| |                                        |  |
| 大潟村と全国の年齢別人口分布（2005年） | 大潟村の年齢・男女別人口分布（2005年） |  |
| ■紫色 ― 大潟村 ■緑色 ― 日本全国 | ■青色 ― 男性 ■赤色 ― 女性              |  |
| 大潟村（に相当する地域）の人口の推移 \| 1970年（昭和45年） \| 1,640人 \| \| \| 1975年（昭和50年） \| 3,273人 \| \| \| 1980年（昭和55年） \| 3,334人 \| \| \| 1985年（昭和60年） \| 3,254人 \| \| \| 1990年（平成2年） \| 3,286人 \| \| \| 1995年（平成7年） \| 3,311人 \| \| \| 2000年（平成12年） \| 3,323人 \| \| \| 2005年（平成17年） \| 3,256人 \| \| \| 2010年（平成22年） \| 3,218人 \| \| \| 2015年（平成27年） \| 3,110人 \| \| \| 2020年（令和2年） \| 3,011人 \| \| |                                        |  |
| 総務省統計局 国勢調査より |                                        |  |
| 1970年（昭和45年） | 1,640人                                |  |
| 1975年（昭和50年） | 3,273人                                |  |
| 1980年（昭和55年） | 3,334人                                |  |
| 1985年（昭和60年） | 3,254人                                |  |
| 1990年（平成2年） | 3,286人                                |  |
| 1995年（平成7年） | 3,311人                                |  |
| 2000年（平成12年） | 3,323人                                |  |
| 2005年（平成17年） | 3,256人                                |  |
| 2010年（平成22年） | 3,218人                                |  |
| 2015年（平成27年） | 3,110人                                |  |
| 2020年（令和2年） | 3,011人                                |  |

## 行政

### 歴代村長
- 昭和51年と昭和53年の村長及び村議会議員各選挙当選者の任期は2年とされた。
- 当選日について、就任と同じ年であれば年の表記は省略する。当選日に添える丸括弧の中の数字は、有権者数、選挙投票率（※当人の得票率ではない）、当選者の年齢。
- 党籍や政党の推薦状況については変化が無い限り、第2期以降は表記を省く。

| 代             | 氏名           | 就任年月日                | 退任年月日               | 備考                                                |
| 村長職務執行者 | 村長職務執行者 | 村長職務執行者            | 村長職務執行者           | 村長職務執行者                                      |
| -------------- | -------------- | ------------------------- | ------------------------ | --------------------------------------------------- |
| 1-6            | 嶋貫隆之助     | 1964年（昭和39年）10月1日 | 1976年（昭和51年）9月4日 | 秋田県職員                                          |
| 村長           |                |                           |                          |                                                     |
| 1              | 嶋貫隆之助     | 1976年（昭和51年）9月5日  | 1978年（昭和53年）9月4日 | 元・村長職務執行者 1期2年                           |
| 2-7            | 宮田正馗       | 1978年（昭和53年）9月5日  | 2000年（平成12年）9月4日 | 1期目のみ1期2年。都合6期22年。                      |
| 8              | 黒瀬喜多       | 2000年（平成12年）9月5日  | 2004年（平成16年）9月4日 | 1期。55歳。無所属。女性。                           |
| 9              | 黒瀬喜多       | 2004年（平成16年）9月5日  | 2008年（平成20年）9月4日 | 2期。59歳。                                         |
| 10             | 高橋浩人       | 2008年（平成20年）9月5日  | 2012年（平成24年）9月4日 | 1期。8月24日当選（2,506人、92.18%。48歳）。無所属。 |
| 11             | 高橋浩人       | 2012年（平成24年）9月5日  | 2016年（平成24年）9月4日 | 2期。8月24日無投票再選。52歳。                      |
| 12             | 高橋浩人       | 2016年（平成28年）9月5日  | 2020年（令和2年）9月4日  | 3期。8月23日無投票三選。56歳。                      |
| 12             | 高橋浩人       | 2020年（令和2年）9月5日   | （現職）                 | 4期。8月23日無投票四選。60歳。                      |

- 特記あるもの以外の出典： “大潟村”. ザ・選挙（ウェブサイト）.   選挙ドットコム. 2020年10月7日閲覧。：全国の政治家・選挙結果データベース。

### 村役場・村民サービス施設等
村役場
- 大潟村役場 ：大潟村字中央1-1に所在。

その他の村民サービス施設 
- 大潟村公民館
- 大潟村村民体育館
- 大潟村村民テニスコート
- 大潟村村民野球場
- 大潟村多目的運動広場
- 大潟村多目的グラウンド
- 大潟村B&G海洋センター
- 大潟漕艇場

### 警察
- 五城目警察署（本部所在地：南秋田郡五城目町字七倉178-4）の管轄区域。
  - 大潟駐在所：大潟村字中央2-7に所在。

### 消防・防災・救急救命
- 男鹿地区消防一部事務組合（本部所在地：男鹿市船川港船川字海岸通り2-12-7）の管轄区域。
  - 男鹿地区消防署 大潟分署：大潟村字東2-2-2に所在。
- 大潟村消防団

### 清掃事業
清掃
- 八郎湖周辺クリーンセンター：男鹿市松木沢字板引沢台73に所在。事業主体は八郎湖周辺清掃事務組合。

最終処分
- 大潟村一般廃棄物最終処分場：大潟村中野170-1に所在。

### 友好都市
- オランダ王国フレヴォラント州ドロンテン：八郎潟開発がゾイデル海開発を元に行われ、景観も類似している縁から、1992年（平成4年）6月12日に友好都市宣言調印した[35]。

## 議決機関

### 議会
- 大潟村議会 ：議員定数12名[36]。
- 秋田県議会 - 南秋田郡選挙区：議員定数1名[37]

## 医療
最寄りの病院は、湖東厚生病院（南秋田郡八郎潟町川崎字貝保98番1に所在）

## 郵便事業
大潟村は開村以来、集配局が無い村であった。村で唯一の大潟郵便局は民営化以前の無集配特定郵便局であった。現在の集配業務は男鹿市にある若美郵便局が担当している（ゆうゆう窓口は、秋田中央郵便局が管轄）。

## 産業

### 農業
- あきたこまち

### 金融業
- 秋田銀行大潟支店
- 大潟村農業協同組合

## 教育
- 秋田県立大学大潟キャンパス
- 大潟村立大潟中学校
- 大潟村立大潟小学校

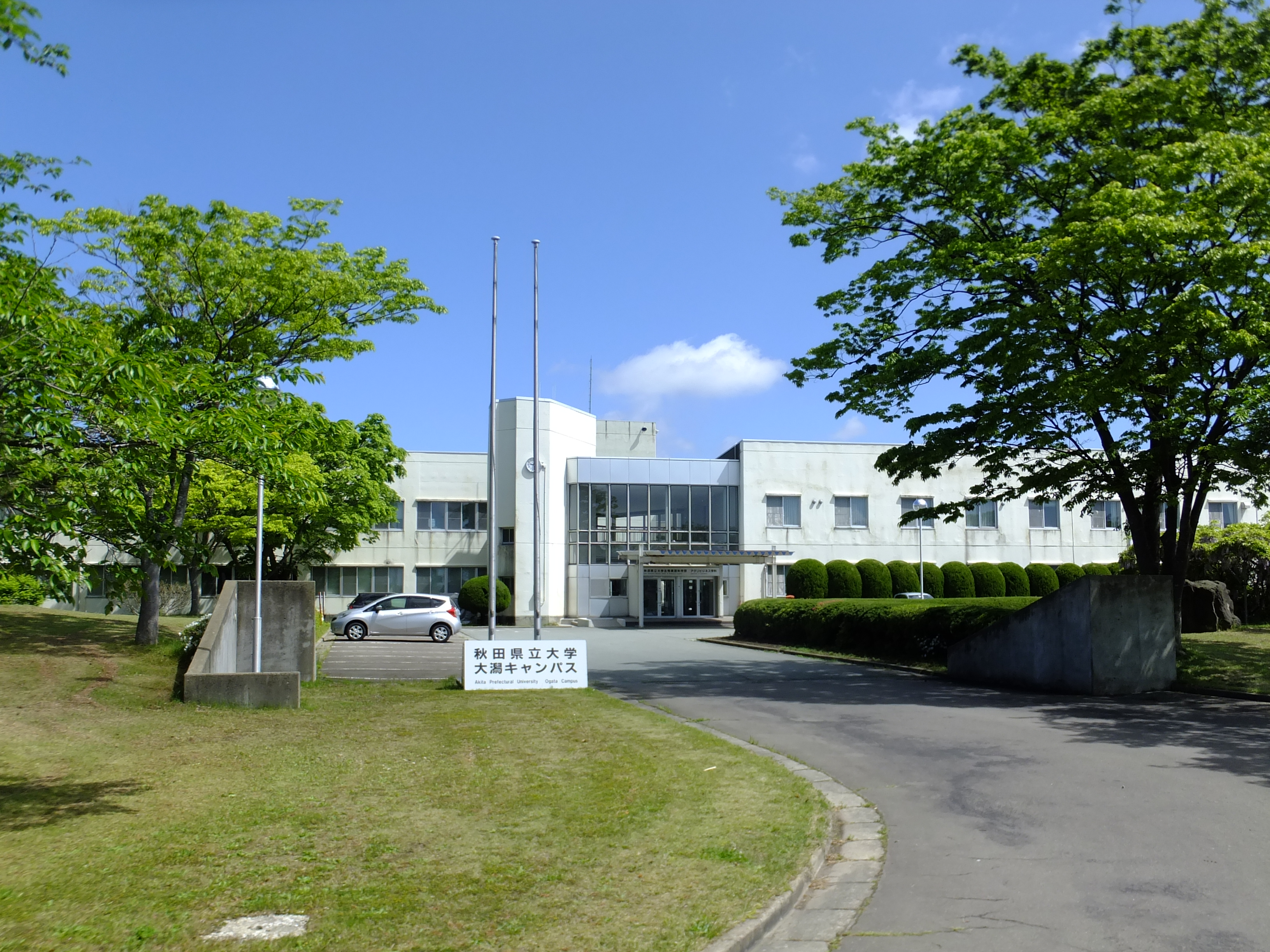
秋田県立大学大潟キャンパス

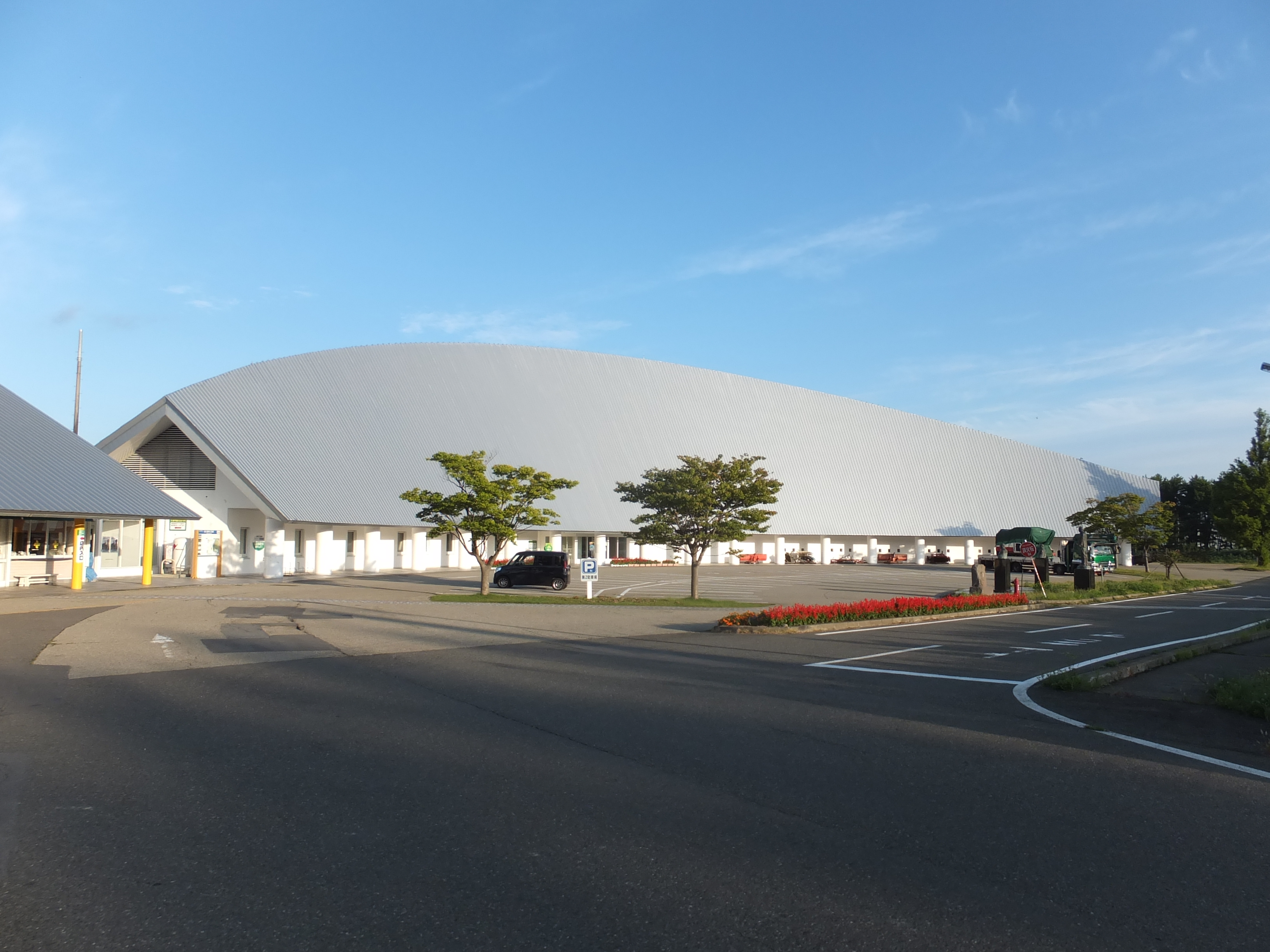
大潟村干拓博物館

- 大潟村立大潟こども園：2018年、「大潟幼稚園」と「大潟保育園」が実質統合して開園した。
  - 大潟村には、高校のみが存在しない。
- 大潟村干拓博物館

## 交通
cf. ≪外部リンク≫ “大潟村の地図”. （公式ウェブサイト）.   大潟村. 2011年10月24日閲覧。

### 鉄道路線
村域内に鉄道は敷設されていない。最寄り駅は、村域外の東側を走る東日本旅客鉄道（JR東日本）奥羽本線の鹿渡駅（北東方面）と八郎潟駅（南東方面）、および、八郎潟調整池の南西対岸を走るJR男鹿線の船越駅と天王駅（共に南西方面）である。

### 路線バス
- 南秋地域広域マイタウンバス（秋田中央トランスポートが運行） - 五城目町・八郎潟町と大潟村を結ぶ路線と、村内を循環する路線がある。
  - 五城目バスターミナル - 五城目高校前 - 八郎潟駅前 - 道の駅おおがた前 - ホテルサンルーラル大潟前
  - 大潟村内循環線（西線・東線）

2008年（平成20年）10月1日をもって、村内を走っていた秋田中央交通の路線バスが廃止されたため、同村では大潟村マイタウンバスを運行開始した。2010年（平成22年）4月1日から「八郎潟駅・湖東厚生病院行き」バスについては、1回100円の運賃が必要になった。また、2011年（平成23年）4月1日から村内巡回路線を含む全3路線に1回100円の運賃が必要になった。
2019年（令和元年）10月1日より、五城目町及び八郎潟町と共同による、南秋地域広域マイタウンバスに移行されている。村内及び八郎潟町までは200円、五城目町までは400円となっている。大潟村の村民に限り、従来の大潟村マイタウンバスと同様に100円で乗車できる回数券を村で発行している。

### 道路
最寄りの高速道路は秋田自動車道、インターチェンジは琴丘森岳IC（北東方面から新生大橋経由で大潟村に至る）と五城目八郎潟IC（南東方面から大潟橋経由で大潟村に至る）である。また、村域を走る道路は以下のとおり。
- 主要地方道
  - 秋田県道42号男鹿八竜線
  - 秋田県道54号男鹿琴丘線
- 一般県道
  - 秋田県道298号道村大川線
- その他の道路
  - ソーラースポーツライン

### 道の駅
- 道の駅おおがた ：cf. 道の駅一覧 東北地方#秋田県

## 名所・観光スポット等
- 大潟富士

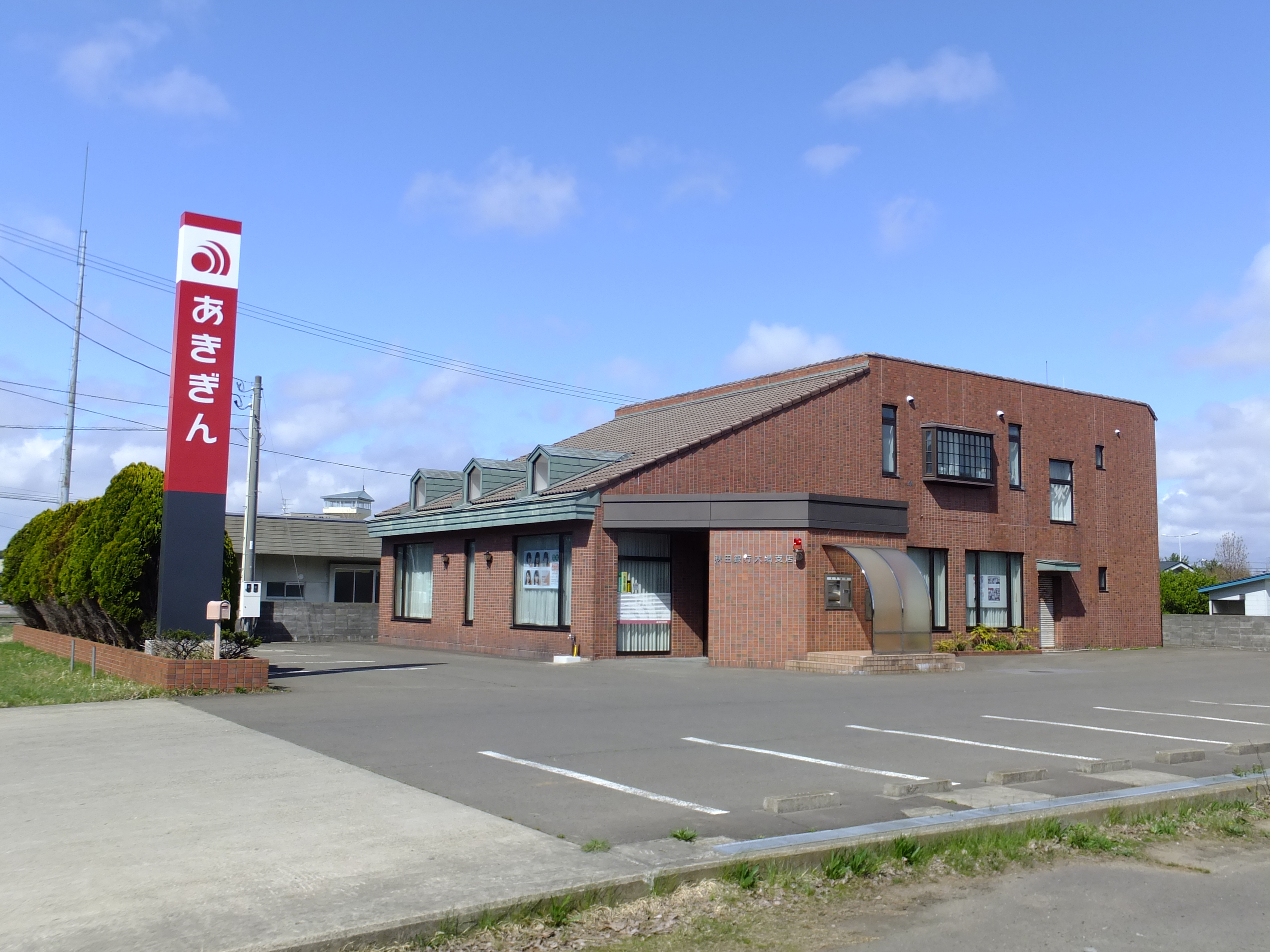
秋田銀行大潟支店
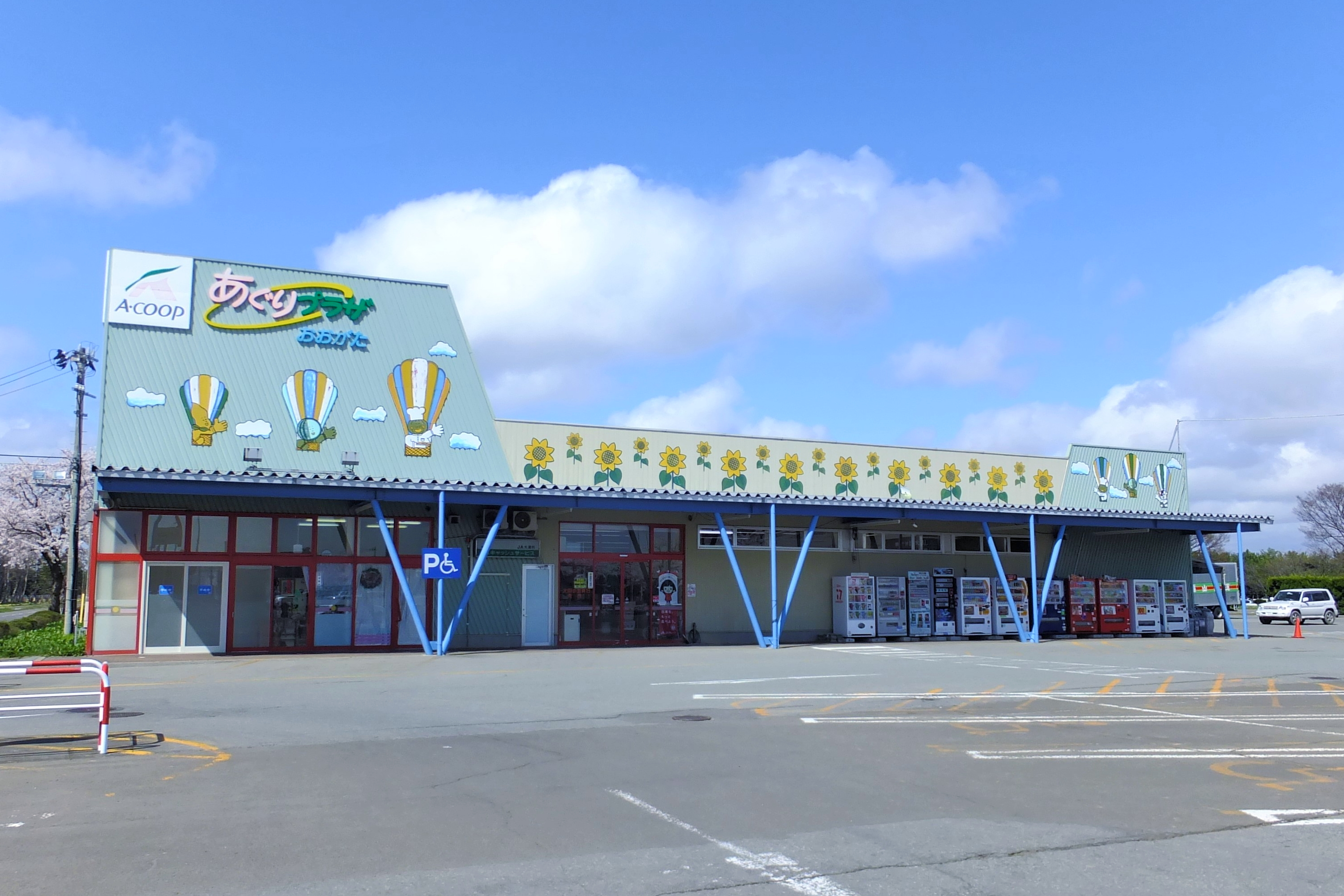
あぐりプラザおおがたエーコープ
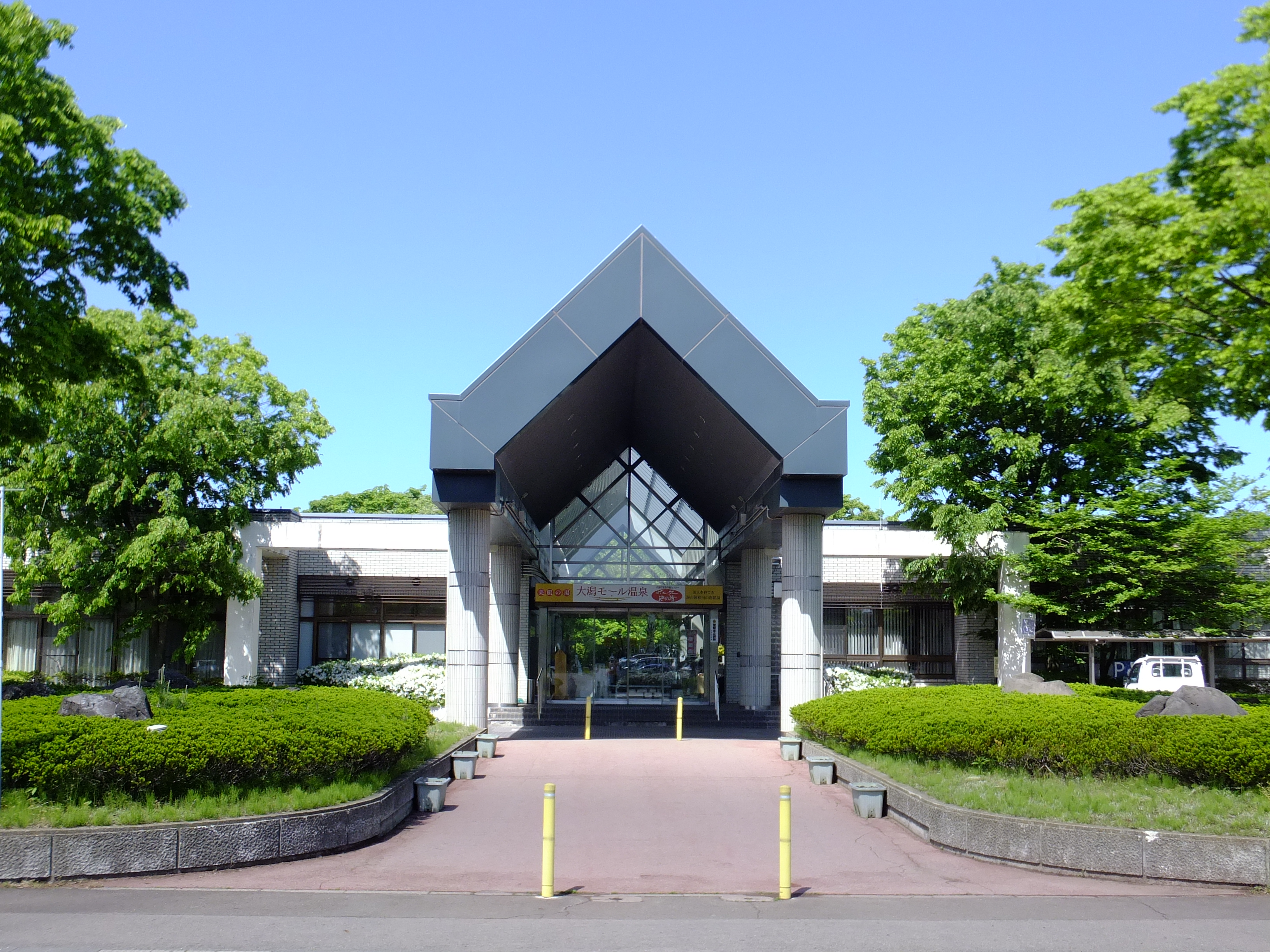
ポルダー潟の湯

- ポルダー潟の湯：温泉保養施設。泉質調査の結果、モール泉であることが[いつ?]判明した[39]。
- 大潟村干拓博物館[24]
- 旧大潟村入植予定者観覧用農家住宅[29][30]
- 南の池公園・キャンプ場：公園は八郎潟干拓工事の完工を記念して造られたもの。

## ゆかりの有名人
- 涌井徹：東日本コメ産業生産者連合会や大潟村あきたこまち生産者協会代表取締役。21歳時に新潟県十日町市から入植。
- 鈴木絢音（タレント・元乃木坂46）：生まれは大潟村だが、のちに秋田市に転出。現在は大潟村応援大使をつとめる[40]
- 佐藤洋一郎（総合格闘家）

## 市外局番
- 市外局番は0185で男鹿市と共通。ただし、同じ0185の能代市・山本郡とはMAが異なるため市外局番が必要。